# Walter Mirisch
Walter Mortimer Mirisch (Nova Iorque, 8 de novembro de 1921 – Los Angeles, 24 de fevereiro de 2023) foi um produtor de cinema americano. Foi presidente e chefe executivo de produção da The Mirisch Corporation, uma produtora independente de filmes, que formou em 1957 com seus irmãos Marvin e Harold. Ganhou o Oscar de Melhor Filme como produtor de In the Heat of the Night (1967).

## Vida e carreira

### Primeiros anos
Nascido em uma família judia em Nova Iorque, um dos dois filhos de Josephine Frances e Max Mirisch. Seu pai emigrou de Cracóvia em 1891, aos 17 anos, chegando à cidade de Nova Iorque, onde trabalhou como alfaiate. Sua mãe era filha de imigrantes da Hungria e da Polônia. Seu pai foi casado anteriormente com Flora Glasshut, com quem teve dois filhos; ela morreu de câncer aos quarenta anos. Mirisch se formou na DeWitt Clinton High School e entrou no ramo de filmes durante as férias de verão como faxineiro no State Theatre de Jersey City, conseguindo cargos mais altos em outros cinemas. Em 1942, se formou na Universidade de Wisconsin-Madison e no ano seguinte se formou na Escola de Administração de Empresas de Harvard. Produziu seu primeiro filme, Fall Guy (1947) para a Monogram Pictures.

### Carreira
Aos 29 anos, Mirisch tornou-se chefe de produção do Allied Artists Studio, inicialmente apenas uma divisão da Monogram, com cerca de trinta filmes para supervisionar. Durante seu mandato, encontrou tempo para produzir pessoalmente Flat Top (1952), Wichita (1955), que recebeu um Globo de Ouro da Associação de Imprensa Estrangeira de Hollywood como Melhor Drama ao Ar Livre de 1955, O Primeiro Texano (1956) e An Annapolis Story (1955). Entre outros filmes, ele supervisionou as produções de Invasion of the Body Snatchers, Friendly Persuasion (ambos em 1956) e Billy Wilder, dirigido por Love in the Tarde (1957).
Mirisch liderou essa categoria de produtores criativos que aprenderam completamente seu ofício desde o início de um projeto em todas as fases do processo de produção. Conhecido na indústria como perfeccionista, supervisionou todos os detalhes de seus filmes desde os primeiros estágios até o lançamento final.
A Mirisch Company foi fundada em 1957. Produziu 68 filmes para a United Artists, incluindo três que ganharam o Oscar de Melhor Filme - The Apartment (1960), West Side Story (1961) e In the Heat of the Night (1967), que também ganhou outros quatro Oscars. Entre os projetos Mirisch mais notáveis que Walter produziu pessoalmente estão: Man of the West (1958); Os Sete Magníficos (1960); Dois para o Gangorra (1962); Toys in the Attic (1963); a versão cinematográfica do romance monumental de James A. Michener, Hawaii (1966), indicado para sete Oscars, e sua sequência, The Hawaiians (1970); Midway (1976), a saga da maior vitória naval da América; o concurso e movimento Same Time, Next Year (1978); e Comédia Romântica (1983).
Para a rede de televisão da NBC, Mirisch foi produtor executivo da Wichita Town com Joel McCrea (1959-1960), Peter Loves Mary (1960-1961), Desperado; Retorno de Desperado; Desperado: Avalanche no cume do diabo; Desperado: Legado; Desperado: Único sobrevivente; e em 1993, Troubleshooters: Trapped Beneath The Earth. Mirisch foi produtor executivo de Lily in Winter para a USA Network em 1994, A Class for Life for ABC em 1995, bem como The Magnificent Seven, uma série semanal para a CBS em 1997.
Ron Howard disse: "Walter Mirisch produziu muitos dos filmes que me deslumbraram e me inspiraram (e eu não estou brincando sobre Bomba . Eu amei esses filmes quando criança). Mais tarde, quando eu trabalhei em uma de suas produções (menores), The Spikes Gang, aprendi que um produtor prolífico e brilhante também poderia ser um cara fantástico e um professor maravilhoso".

### Honras e prêmios
Mirisch recebeu o Oscar de Melhor Filme em 1967 por sua produção de In the Heat of the Night.
Ao longo dos anos, ele recebeu vários prêmios e honrarias, incluindo o Prêmio de Produtor do Ano: primeiro, da Associação de Produtores da América (1967); mais tarde, a Associação Nacional de Proprietários de Teatro (1972); e depois ShowaRama (1975).
Além disso, recebeu o prêmio Cecil B. DeMille da Hollywood Foreign Press Association por "excelente contribuição ao campo do entretenimento" (1976), o Irving G. Thalberg Memorial Award da Academia de Artes e Ciências Cinematográficas por sua "consistente" produção cinematográfica de alta qualidade (1978) e o Prêmio Humanitário Jean Hersholt da Academia, concedido a um indivíduo cujos "esforços humanitários trouxeram crédito à indústria" (1983).
Mirisch cumpriu três mandatos como presidente do Producers Guild of America. Serviu quatro mandatos como presidente da Academia de Artes e Ciências Cinematográficas. Foi presidente e governador do Conselho de Artes Cênicas do Los Angeles Music Center, além de administrador do Fundo de Cinema e Televisão e membro emérito do conselho de administração do Cedars-Sinai Medical Center de Los Angeles e do conselho de administração da UCLA Foundation.
Foi condecorado pela República da França com sua Ordem das Artes e Letras em 1961.
Em maio de 1989, recebeu um doutorado honorário em Humane Letters pela Universidade de Wisconsin-Madison. Em junho de 1989, recebeu a medalha da UCLA, o maior prêmio da universidade.
Em 2004, foi homenageado com uma retrospectiva no Museu de Arte do Condado de Los Angeles, intitulado "The Magnificent Mirisches". O Museu de Arte Moderna (MoMA) de Nova Iorque o homenageou em 2006 com uma retrospectiva de doze filmes.
Em 2 de fevereiro de 2008, Mirisch entregou o prêmio de produtor do ano Darryl F. Zanuck no 19.º prêmio anual Producers Guild of America Awards . A principal honra (o equivalente ao Oscar de Melhor Filme) foi para Scott Rudin, Joel e Ethan Coen por No Country for Old Men.

## Vida pessoal e morte
Foi casado com Patricia Kahan (1924-2005); eles tiveram três filhos, Anne Mirisch Sonnenberg, Andrew Mirisch e Lawrence Mirisch. Seu filho, Lawrence, é o fundador da Agência Mirisch.
Mirisch morreu em 24 de fevereiro de 2023, aos 101 anos, em Los Angeles.

## Filmografia selecionada
| Year | Title                                            | Notes                              |
| ---- | ------------------------------------------------ | ---------------------------------- |
| 1958 | Fort Massacre                                    | produtor                           |
| 1958 | Man of the West                                  | produtor                           |
| 1959 | The Gunfight at Dodge City                       | produtor                           |
| 1959 | The Man in the Net                               | produtor                           |
| 1959 | Cast a Long Shadow                               | produtor                           |
| 1960 | The Magnificent Seven                            | produtor executivo                 |
| 1961 | By Love Possessed                                | produtor                           |
| 1961 | West Side Story                                  | produtor executivo (não creditado) |
| 1961 | The Children's Hour                              | produtor executivo (não creditado) |
| 1962 | Follow That Dream                                | produtor executivo                 |
| 1962 | Kid Galahad                                      | produtor executivo (não creditado) |
| 1962 | Two for the Seesaw                               | produtor                           |
| 1963 | The Great Escape                                 | produtor executivo (não creditado) |
| 1963 | Toys in the Attic                                | produtor                           |
| 1963 | The Pink Panther                                 | produtor executivo (não creditado) |
| 1964 | 633 Squadron                                     | produtor executivo (não creditado) |
| 1964 | A Shot in the Dark                               | produtor executivo (não creditado) |
| 1966 | The Russians Are Coming, the Russians Are Coming | produtor (não creditado)           |
| 1966 | Hawaii                                           | produtor                           |
| 1967 | How to Succeed in Business Without Really Trying | produtor executivo (não creditado) |
| 1967 | In the Heat of the Night                         | produtor                           |
| 1967 | Fitzwilly                                        | produtor                           |
| 1968 | The Party                                        | produtor executivo (não creditado) |
| 1968 | The Thomas Crown Affair                          | produtor executivo (não creditado) |
| 1969 | Sinful Davey                                     | produtor executivo                 |
| 1969 | Some Kind of a Nut                               | produtor                           |
| 1970 | Halls of Anger                                   | produtor executivo                 |
| 1970 | The Landlord                                     | produtor executivo                 |
| 1970 | The Hawaiians                                    | produtor                           |
| 1970 | They Call Me MISTER Tibbs!                       | produtor executivo                 |
| 1971 | The Organization                                 | produtor                           |
| 1971 | Fiddler on the Roof                              | produtor executivo (não creditado) |
| 1973 | Scorpio                                          | produtor                           |
| 1974 | The Spikes Gang                                  | produtor                           |
| 1974 | Mr. Majestyk                                     | produtor                           |
| 1976 | Midway                                           | produtor                           |
| 1978 | Gray Lady Down                                   | produtor                           |
| 1978 | Same Time, Next Year                             | produtor                           |
| 1979 | Dracula                                          | produtor                           |
| 1979 | The Prisoner of Zenda                            | produtor                           |
| 1983 | Romantic Comedy                                  | produtor                           |